# Bojongtipar
Bojongtipar is een bestuurslaag in het regentschap Sukabumi van de provincie West-Java, Indonesië. Bojongtipar telt 5861 inwoners (volkstelling 2010).